# احتمال پیشین
احتمال پیشین یک توزیع احتمال است که از استدلال استقرایی مشتق شده‌است. یکی از راه‌های استخراج احتمالات پیشین استفاده از اصل بی تفاوتی است. اصل بی تفاوتی بیان می‌کند در حالتیکه N رویداد متقابلاً منحصر و جامع داشته باشیم و هر یک از آنها رخداد محتملی باشد، در اینصورت احتمال رخداد یکی از آنها برابر با {\displaystyle {\frac {1}{N}}} است. به همین ترتیب احتمال رخداد یک مجموعه از K رویداد برابر با {\displaystyle {\frac {K}{N}}} است.
یک نقطه ضعف تعریف احتمالات به شکل بالا این است که روش فوق تنها قابل اعمال بر روی مجموعهٔ محدودی از رویدادها است.
در استنباط بیزی عبارات «توزیع پیشین بی دانش» یا «توزیع پیشین عینی» اشاره به انتخابهای خاصی از احتمالات پیشین دارد.
توجه داشته باشید که « احتمال پیشین» مفهوم گسترده‌تری است.
شبیه به تمایز مفهوم پیشین و پسین در فلسفه، در استنباط بیزی نیز یک توزیع پیشین نشان دهنده دانش عمومی در مورد توزیع داده‌ها قبل از ساخت یک استنتاج است، در حالی که یک توزیع پسین نشان دهنده دانشی است که شامل نتایج حاصل از ساخت یک استنتاج است.

## احتمال پیشین در مکانیک آماری
احتمال پیشین کاربرد مهمی در مکانیک آماری دارد. در نسخه کلاسیک احتمال پیشین به صورت عنوان نسبت تعداد ابتدایی رویدادها (مثلاً تعداد دفعات پرتاب تاس) به مجموع تعداد گل رویدادها تعریف شده‌است. در مورد پرتاب تاس همه رویدادهای ابتدایی احتمال یکسانی دارند—در نتیجه احتمال هر برآمد در پرتاب یک تاس (کامل) برابر با ۱/۶ است. هر روی تاس احتمال برابر ظاهر می‌شود—در اینصورت احتمال به عنوان یک معیار اندازه‌گیری برای تعداد دفعات مشاهده هر روی تاس در هر رویداد تعریف می‌شود.

## مثال
مثالهایی که در ادامه آمده‌است یک احتمال پیشین (یا وزن دهی پیشین) را تشریح می‌کنند. (الف) یک مدل کلاسیک و (ب) یک محتوای کوآنتال است.
الف) یک توزیع احتمالاتی کلاسیک
{\displaystyle E={\frac {1}{2I}}{p_{\theta }}^{2}{\frac {{p\phi }^{2}}{\sin _{\theta }^{2}}}}
منحنی {\displaystyle (p_{\theta },p_{\phi })} برای E و {\displaystyle \theta } ثابت سطح یک بیضی را نشان می‌دهد.
ب) احتمال بیزی کوآنتال
{\displaystyle E_{n}={\frac {n(n+1)h^{2}}{8\pi ^{2}I}}}